# 英國媒體城

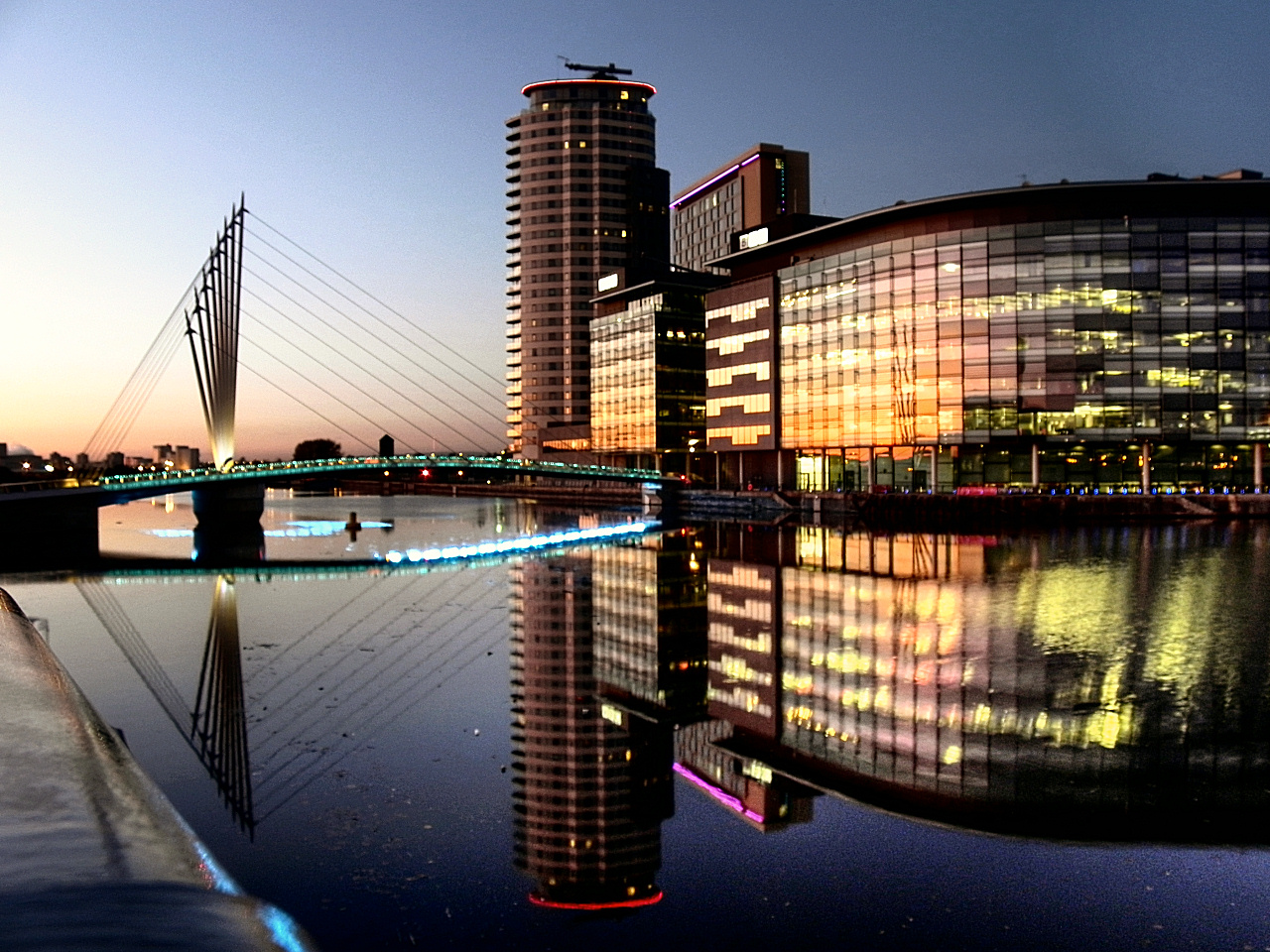

英國媒體城（英語：MediaCityUK）是英國大曼徹斯特地區的一個媒體園區，位於索爾福德市和特拉福德，鄰近曼徹斯特運河。英國媒體城也是曼徹斯特港再開發計劃的一部分。現在BBC已經將包括BBC早餐、今日比賽在內的部分節目的製作移至英國媒體城，ITV格拉納達的總部也位於英國媒體城。

## 外部連結
- Official Website
- MediaCityUK Brochure – Peel Media